# Barclays
Barclays là một công ty của Anh quốc chuyên điều hành dịch vụ tài chính trên toàn thế giới. Nó là một tổ chức công ty được niêm yết ở Luân Đôn và ở thị trường chứng khoán New York, và cũng được niêm yết tại Sở giao dịch chứng khoán Tokyo cho đến năm 2008. Nó cũng là một thành phần của Chỉ số FTSE 100.
Barclays được xếp hạng là 25 công ty lớn nhất thế giới do Forbes Global 2000 (danh sách năm 2008). Theo Datamonitor, bằng cách đóng góp cổ phần vào thị trường, Barclays là nhà cung cấp dịch vụ tài chính lớn nhất toàn cầu với 3.7 ngàn tỉ $ tài sản. Nó là ngân hàng lớn thứ hai ở Vương quốc Anh và trên thế giới dựa vào kích thước tài sản. Giá cổ phiếu của hãng giảm 90% trong năm tới ngày 23 tháng 1 năm 2009, nhưng đã hồi phục đáng kể, rời khỏi số lượng cao hơn của ngày 3 tháng 9 năm 2009 nó đã được hơn một năm trước đây.
Trụ sở chính của ngân hàng được đặt tại One Churchill Place, ở Canary Wharf, Docklands London, đã di chuyển tới đây vào tháng 5 năm 2005 từ Lombard Street ở thành phố London.
Barclays cũng là nhà tài trợ cho giải đấu bóng đá Premier League từ năm 2004 đến năm 2016.
Theo một bài báo năm 2011, Barclays là tập đoàn xuyên quốc gia mạnh nhất về quyền sở hữu và do đó kiểm soát công ty đối với sự ổn định tài chính toàn cầu và cạnh tranh thị trường, với Axa và State Street Corporation lần lượt chiếm vị trí thứ 2 và 3.

## Hình ảnh

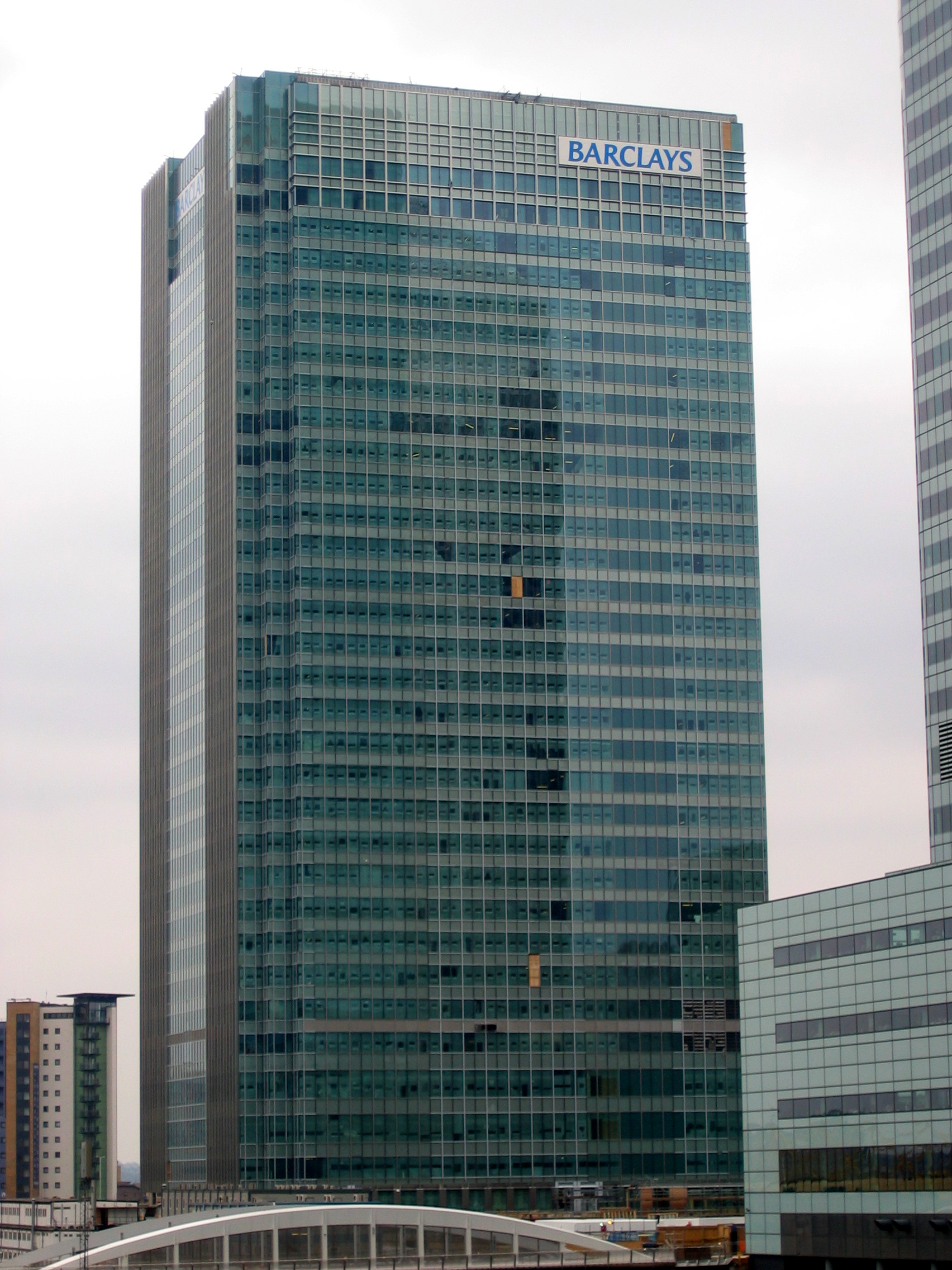
Trụ sở tập đoàn Barclays tại Canary Wharf.
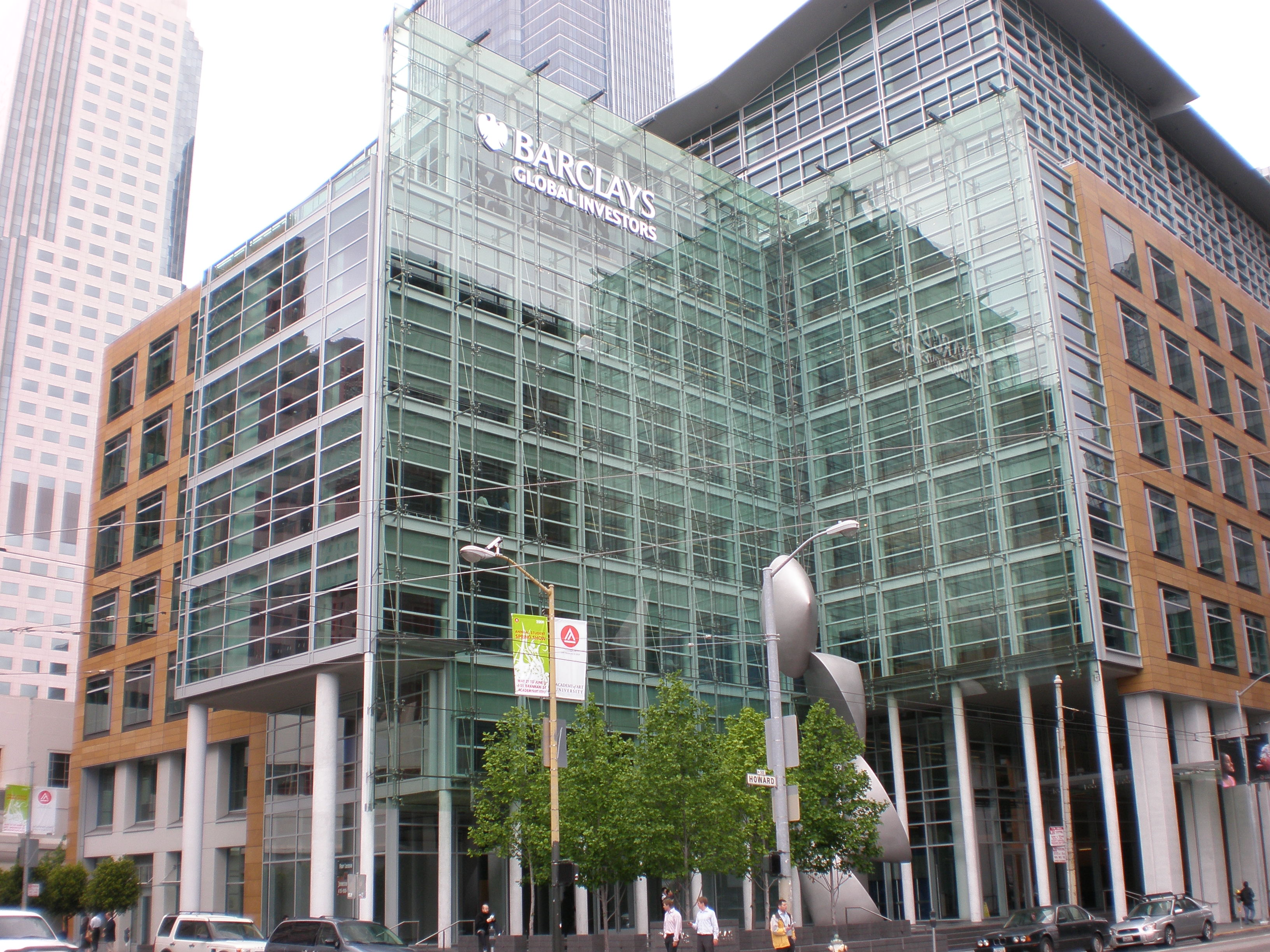
Các nhà đầu tư Barclays Global trụ sở trên Howard Street ở San Francisco, California.
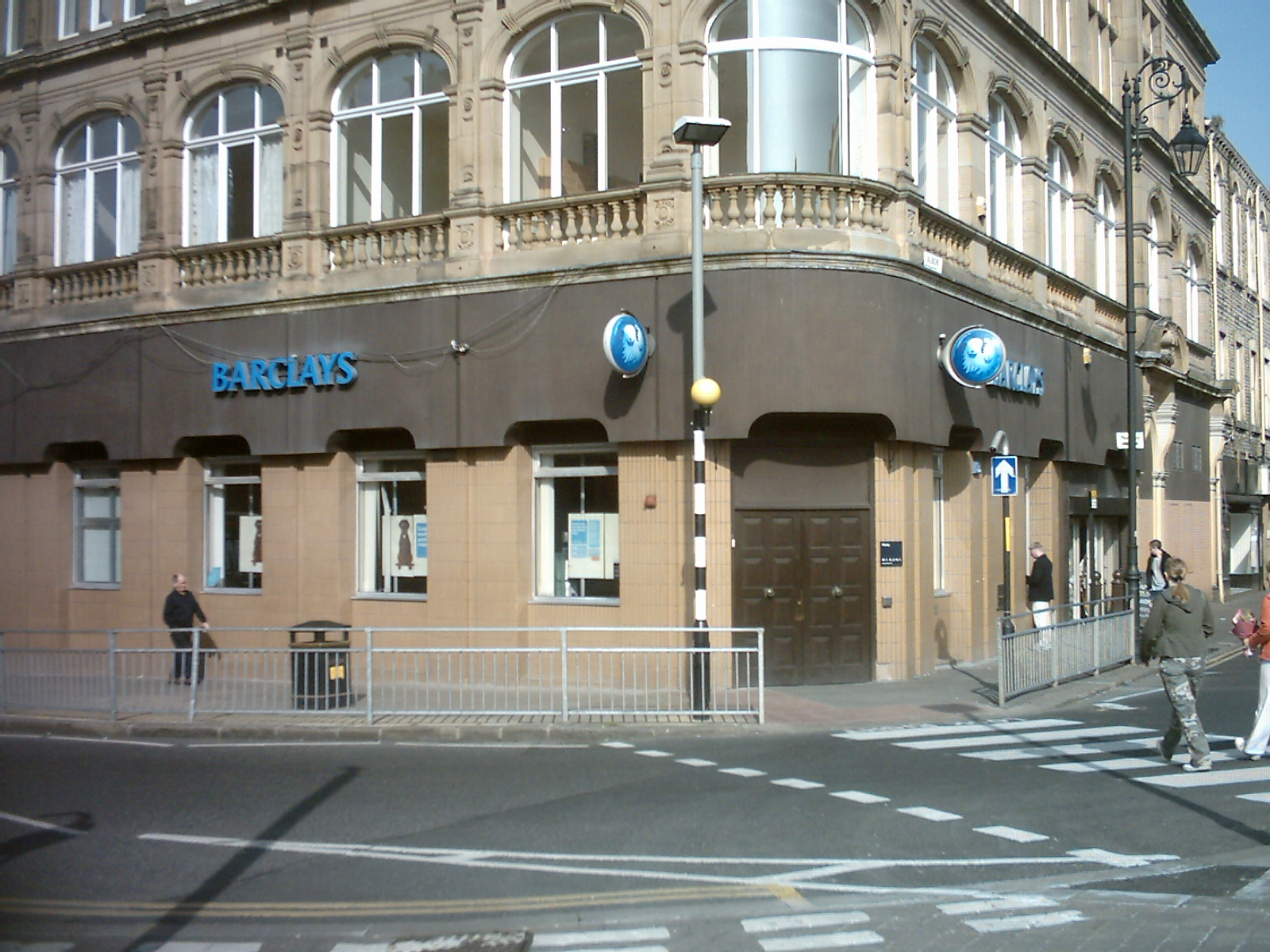
Barclays trên đường Queen Street ở Morley, Tây Yorkshire.
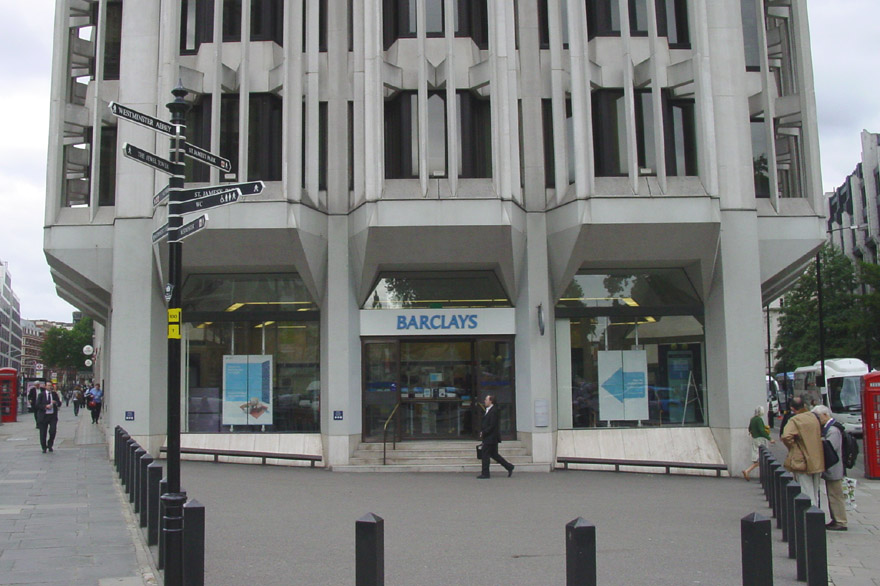
Chi nhánh của Barclays ở Westminster.
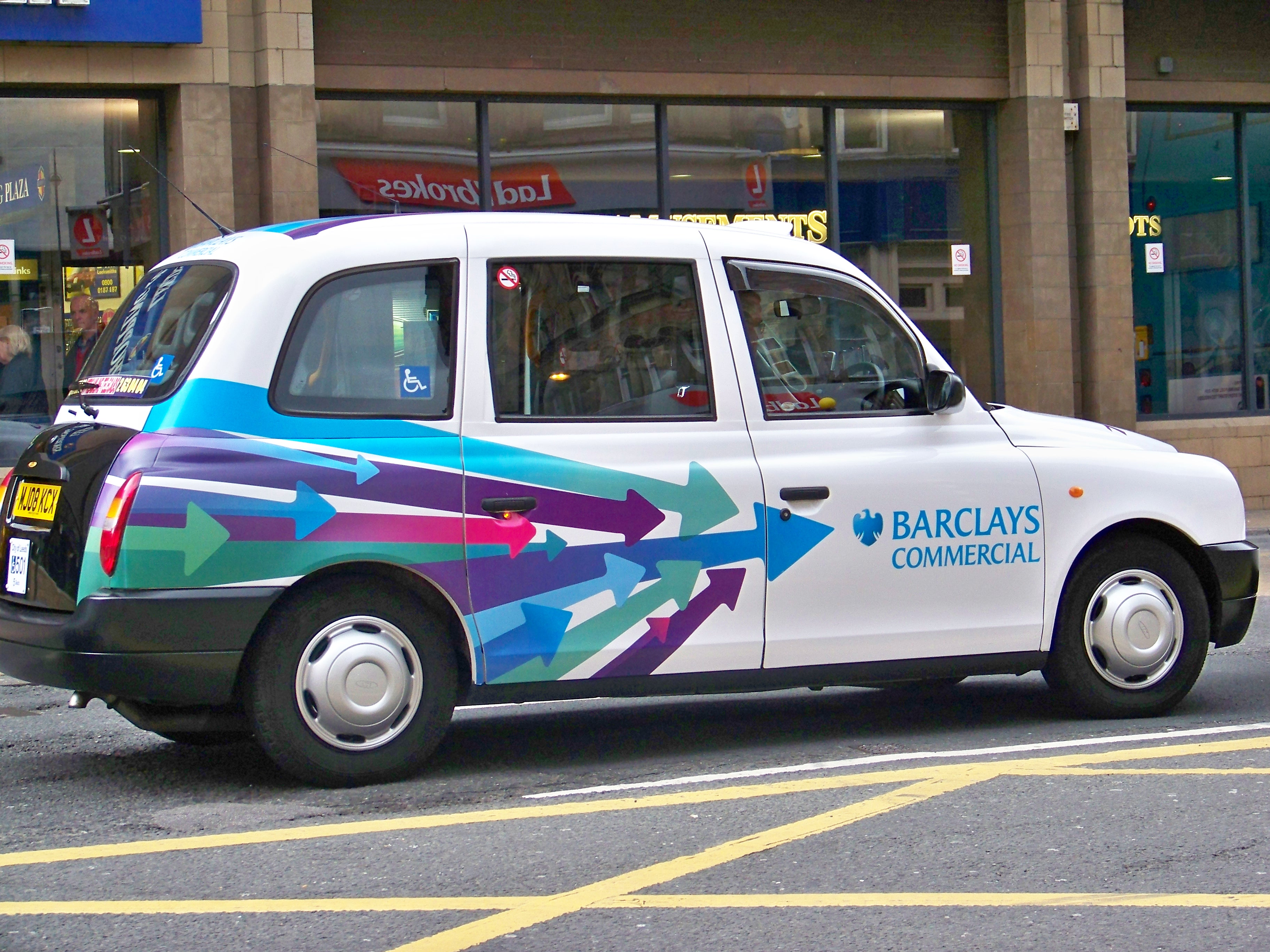
Bảng quảng cáo Barclays trên một chiếc taxi ở Leeds.